# Erica conspicua
Erica conspicua är en ljungväxtart. Erica conspicua ingår i släktet klockljungssläktet, och familjen ljungväxter.

## Underarter
Arten delas in i följande underarter:
- E. c. conspicua
- E. c. roseoflora